# البادية (إب)
البادية هي إحدى قرى الجمهورية اليمنية. وهي تتبع جغرافيًا لمحافظة إب. وإداريًا لمديرية فرع العدين. يبلغ تعداد سكانها 3101 نسمة حسب الإحصاء الذي جرى عام 2004.